# Man of Steel (filme)
Man of Steel (bra: O Homem de Aço; prt: Homem de Aço) é um filme canado-britano-estadunidense de 2013, dos gêneros ação, ficção científica, fantasia e aventura, dirigido por Zack Snyder, com roteiro de David S. Goyer baseado no personagem Superman da DC Comics e distribuído pela Warner Bros. Pictures.
Com elenco formado por Henry Cavill, Amy Adams, Michael Shannon, Diane Lane, Kevin Costner, Laurence Fishburne, Antje Traue, Ayelet Zurer, Christopher Meloni e Russell Crowe, é o primeiro filme do Universo Estendido DC, sendo um reboot da série cinematográfica do Superman, mostrando a história de origem do personagem.
Man of Steel estreou no Alice Tully Hall em Nova Iorque no dia 10 de junho de 2013 e foi lançado nos Estados Unidos em 14 de junho.

## Enredo
Em Krypton, o núcleo do planeta está se desestabilizando rapidamente como resultado da errônea mineração deste mesmo. Pouco antes do planeta explodir, o principal cientista de Krypton, Jor-El, rouba e infunde o Códex, o códice genético de todos os seres vivos de Krypton, em seu filho recém-nascido, Kal-El, o primeiro kryptoniano nascido naturalmente em séculos. Jor e sua esposa Lara conseguem enviar Kal em uma nave espacial em direção à Terra, antes de Jor ser morto pelo General Zod durante um golpe de estado. As forças rebeldes de Zod são rapidamente derrotadas, e ele juntamente com seus apoiadores é enviado para o exílio na chamada Zona Fantasma, enquanto Krypton é destruído logo em seguida.
A nave de Kal pousa no Kansas, onde ele é adotado pelo casal de fazendeiros Jonathan e Martha Kent, que o nomeiam Clark. À medida que envelhece, devido à sua fisiologia kryptoniana e ao sol amarelo da Terra, ele desenvolve poderes sobre-humanos que Jonathan o incentiva a manter escondidos, até mesmo recusando a ajuda de Clark anos depois durante uma tempestade de tornados, onde ele perde a vida. Sobrecarregado pela culpa pela morte de Jonathan, Clark viaja pelo mundo se escondendo sob vários pseudônimos,em busca de um propósito em sua vida.
A repórter do jornal Planeta Diário, Lois Lane, recebe a tarefa de investigar a descoberta de um enorme objeto enterrado no gelo do Ártico, que se revela ser uma nave de reconhecimento kryptoniana. Clark entra na nave disfarçado de trabalhador e aprende com a consciência preservada de seu pai Jor-El na nave sobre suas origens, e que ele foi enviado à Terra para ajudar a guiar seu povo. Lois segue Clark, e inadvertidamente aciona o sistema de segurança da nave, com Clark usando seus poderes para resgatá-la de suas defesas. Ele veste um uniforme fornecido pela IA da nave e começa a testar suas habilidades. Incapaz de convencer seu supervisor Perry White a publicar um artigo sobre o incidente, Lois rastreia Clark até sua casa em Smallville, com a intenção de expô-lo. No entanto, Lois abandona a história ao ouvir sobre o sacrifício de Jonathan, mantendo a identidade de Clark segura enquanto alimenta as suspeitas de Perry.
Zod e sua tripulação escapam da Zona Fantasma, onde confirmam que são os últimos sobreviventes de Krypton. Eles viajam para a Terra para com a intenção de transformá-la em um novo Krypton, possuindo várias máquinas de terraformação recuperadas de postos avançados kryptonianos. Eles capturam Clark e Lois, e o oficial científico de Zod, Jax-Ur, extrai alguns dos genes de Clark para criar novos kryptonianos que construirão uma sociedade baseada nos ideais de pureza genética de Zod. Usando a IA de Jor-El para assumir o controle da nave, Clark e Lois fogem e avisam os militares dos EUA sobre o plano de Zod, resultando em um confronto entre Clark e as tropas de Zod.
Zod e suas forças iniciam suas máquinas de terraformação, implantando-nas em Metrópolis e no Oceano Índico, que começam a alterar a massa e atmosfera da Terra, colocando a humanidade em risco de extinção. Clark destrói a máquina no Oceano Índico enquanto os militares lançam um ataque à máquina de Metrópolis, enviando as tropas de Zod de volta à Zona Fantasma. Com sua nave destruída e a única esperança de reviver Krypton perdida, Zod jura destruir a Terra e seus habitantes por vingança, iniciando uma batalha com Clark. Os dois kryptonianos quase destroem totalmente Metrópolis em sua luta, que termina quando Clark é forçado a matar Zod enquanto este ataca uma família presa em uma estação de trem.
Algum tempo depois, Clark adota o apelido de "Superman" e convence o governo a deixá-lo agir de forma independente, sob a condição de que ele não se volte contra a humanidade. Para obter acesso secreto a situações perigosas sem chamar a atenção, ele consegue um emprego sob sua identidade civil, Clark Kent, como um repórter do Planeta Diário.

## Elenco

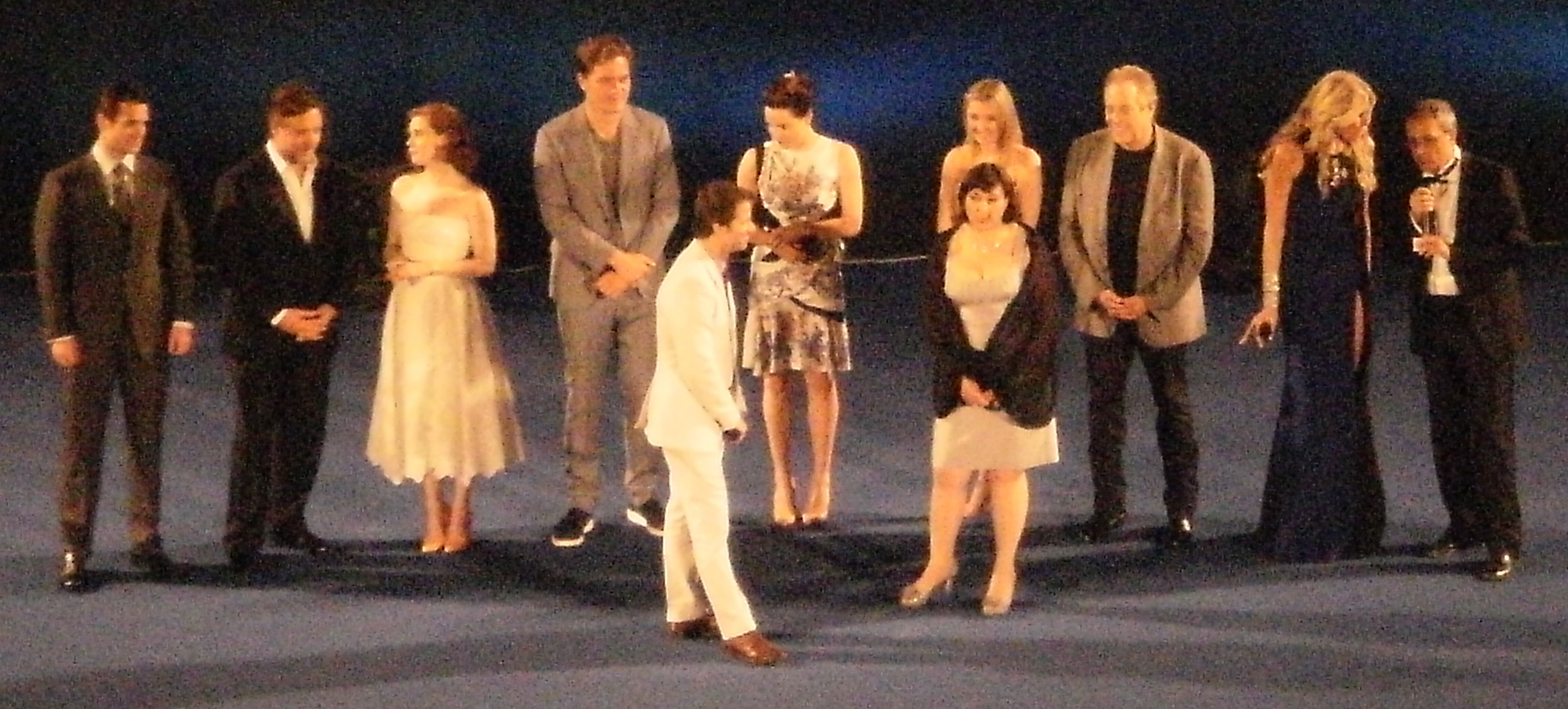
Elenco de Man of Steel no Taormina Film Fest em 2013

- Henry Cavill como Kal-El / Clark Kent / Superman: um kryptoniano cujos pais o enviaram a Terra ainda bebê para fugir da destruição do planeta Krypton. Ele foi criado em Smallville, Kansas, pelos fazendeiros Jonathan e Martha Kent. Sob a orientação moral de seus pais adotivos e inspirado pela mensagem holográfica de seu falecido pai, ele se torna o maior protetor da Terra. Superman é representado como tendo 33 anos de idade na linha do tempo do filme. Cavill é o primeiro ator britânico a interpretar o personagem.[8][9] Cavill anteriormente havia sido escolhido para interpretar o personagem em Superman: Flyby, porém o projeto foi arquivado;[10] ele também foi considerado para o papel em Superman Returns, porém perdeu para Brandon Routh.[11][12] O ator afirmou, "Há uma história bem verdadeira por trás do personagem de Superman". Ele explicou que foi o objetivo de todos explorar as dificuldades que o personagem enfrenta como o resultado de ter múltiplas identidades – incluindo seu nome de nascimento, Kal-El, e seu alter-ego, Clark Kent. Cavill também disse que "Ele está sozinho e não há ninguém como ele [...] Deve ser incrivelmente assustador e solitário, não saber quem você é ou o que é e tentar descobrir o que faz sentido. Qual a sua referência? De onde tira inspiração? Onde você coloca um limite com o poder que tem? Em si, é uma enorme fraqueza".[13] O ator contou que consumiu quase cinco mil calorias por dia, treinou mais de duas horas diariamente e arou proteína para acumular massa muscular.[14] Dylan Sprayberry interpretou o personagem aos onze anos de idade e Cooper Timberline o personagem aos nove.[15]

- Amy Adams como Lois Lane: repórter do Planeta Diário e interesse amoroso de Superman/Clark Kent. Olivia Wilde e Mila Kunis estiveram cotadas para viver a personagem, que acabou nas mãos de Adams. Snyder diz ter sido uma grande procura por Lois Lane e, depois de conhecer Adams, sentiu que o papel era dela. Adams foi anunciada como Lois em março de 2011.

- Michael Shannon como General Dru-Zod: um general militar kryptoniano com os mesmos poderes que Superman. Viggo Mortensen e Daniel Day-Lewis foram escalados para o papel. Snyder foi questionado sobre a escolha do vilão e respondeu que, para o começo da série, Zod seria o vilão perfeito.

- Antje Traue como Faora-Ul: segunda no comando do exército kryptoniano de Zod, extremamente fiel a Zod, cruel, fria e com uma qualificação militar que a torna uma forte adversária de Superman. Possui os mesmos poderes que Superman.

- Russell Crowe como Jor-El: pai biológico do Superman e um dos cientistas mais fabulosos e bem-sucedidos de Krypton, que após a morte aconselha o filho na forma de uma projeção por computador. Foi também o homem que previu a destruição do seu planeta. Sean Penn e Clive Owen estiveram cotados para o papel.[16]

- Ayelet Zurer como Lara Lor-Van: mãe biológica do Superman e esposa leal de Jor-El. Connie Nielsen e Julia Ormond foram cortadas para o papel.[17]

- Laurence Fishburne como Perry White: o editor-chefe do Planeta Diário e chefe de Clark Kent e Lois Lane. Fishburne é o primeiro negro a interpretar Perry White.

- Kevin Costner e Diane Lane como Jonathan e Martha Kent: os pais adotivos do Superman. Snyder disse sobre Costner: "Kevin vai ser capaz de comunicar a força silenciosa do homem rural americano que erigiu o maior super-herói de todos os tempos".[18]

- Harry Lennix como General Swanwick
- Christopher Meloni como Coronel Hard
- Richard Schiff como Dr. Emil Hamilton
- Mackenzie Gray como Jax-Ur

## Produção
Em junho de 2008, a Warner Bros. estava consultando escritores de quadrinhos, roteiristas e diretores de cinema sobre um modo de rebootar a franquia cinematográfica do Superman de forma bem sucedida. Os escritores de quadrinhos Grant Morrison, Mark Waid, Geoff Johns e Brad Meltzer estavam entre aqueles que deram suas ideias para esse projeto. A ideia de Morrison foi uma concepção semelhante à do seu trabalho em Grandes Astros: Superman, enquanto a de Waid foi semelhante a Superman: Birthright. Mark Millar, em parceria com o diretor Matthew Vaughn, planejou uma trilogia épica de 8 horas de filmes, cada um lançado com um ano de diferença, semelhante a Senhor dos Anéis. Millar comparou-a com a trilogia The Godfather, na qual seria retratado todo o desenvolvimento do Superman, desde os últimos dias de Krypton até quando o herói perde os seus poderes no futuro distante, na conversão do Sol em uma estrela vermelha.

"Ele basicamente me disse que estava pensando em como eu abordaria o Superman. Eu imediatamente entendi a ideia, amei a história e pensei: ‘Existe uma maneira de abordar a história que nunca foi realizada antes, algo incrivelmente empolgante’. Eu quis me envolver imediatamente no projeto, trazer a Emma (Thomas) para tocá-lo junto do estúdio e fazer aquilo acontecer de uma vez"

— Christopher Nolan recordando o momento em que Goyer lhe apresentou a ideia de um Superman modernizado.
Durante as discussões para a história de The Dark Knight Rises, em 2010, David S. Goyer contou a Christopher Nolan a sua ideia sobre como apresentar o Superman em um contexto moderno. Impressionado com o conceito de Goyer, Nolan apresentou a ideia para o estúdio, que o anunciou no filme como produtor e Goyer como roteirista, devido ao grande sucesso de crítica e bilheteria de The Dark Knight. Nolan disse que admirava a conexão entre o trabalho de Bryan Singer, em Superman Returns, e o primeiros filme do Superman, por Richard Donner, mas afirmou que o novo filme não teria qualquer relação com a série de filmes anterior. Sobre relacionar o Homem de Aço ao seu Cavaleiro das Trevas, Nolan disse: "Cada um serve a uma lógica interna da história. Eles não tem nada a ver um com o outro".
Guillermo del Toro recusou o posto de diretor por causa de seu compromisso em uma adaptação para o cinema de At the Mountains of Madness, enquanto Robert Zemeckis também recusou o cargo. Darren Aronofsky, Ben Affleck, Duncan Jones, Jonathan Liebesman, Matt Reeves e Tony Scott foram cogitados antes de Zack Snyder ter sido contratado em agosto de 2010. O elenco começou a ser escalado em novembro.
O filme entrou em pré-produção em primeiro de agosto de 2011, em Chicago. A filmagem estava prevista para durar de dois a três meses. A produção preliminar teve lugar em Plano, de 22 a 29 de agosto. As filmagens tiveram lugar mais tarde, no Chicago Loop, de 7 a 17 de setembro. Vancouver Film Studios e Chicago foram outros locais de gravação.

## Bilheteria
Nos Estados Unidos, Man of Steel conquistou a maior estreia do mês de junho na história do cinema, arrecadando mais de US$ 125 milhões, superando os US$ 110,3 milhões de Toy Story 3 em 2010. No Brasil, o filme acumulou R$ 12,5 milhões e 822 mil espectadores na pré-estreia e na primeira semana de exibição, liderando o ranking nacional. Em Portugal, a bilheteria também ficou no primeiro lugar, com mais de treze milhões de euros na primeira semana. Em termos de bilheteria mundial, superou a marca de 500 milhões de dólares na sua terceira semana de exibição,[carece de fontes?] ficando atrás apenas de Homem de Ferro 3 como filme mais rentável de 2013.

## Críticas
No Rotten Tomatoes, o filme tem uma classificação de 55%, com base em 290 avaliações, com uma nota média de 6,2 em 10. O consenso do site diz: "Man of Steel proporciona ação emocionante e espetáculo para superar seus desvios no território de blockbuster genérico." No Metacritic, o filme tem uma pontuação de 55 em 100, com base em 47 críticos, indicando críticas "mista ou média". No Brasil as críticas também foram divididas. O site Omelete e Adoro Cinema escreveram uma crítica positiva e destacou o novo conceito, diferente do criado por Richard Donner em 1978, os atores, a trilha sonora e os efeitos visuais. Comentou a tentativa de adaptar Superman ao contexto do cinema moderno e enfatizou as diferenças em relação aos filmes e seriados produzidos nas últimas três décadas. De fato, os produtores se esmeraram em apresentar uma nova visão de um semideus que anda entre os humanos, aceitando o desafio de ultrapassar a era Christopher Reeve.

## Sequência
Em junho de 2013, com o sucesso de O Homem de Aço, foi anunciado que Zack Snyder e David S. Goyer produziriam uma sequência do longa e um filme da Liga da Justiça. No mês seguinte, na Comic-Con 2014, Snyder confirmou que a sequência traria Superman e Batman juntos no formato cinemático pela primeira vez na história. Snyder comentou em entrevistas, que o filme seria inspirado na HQ O Cavaleiro das Trevas de Frank Miller. Em agosto de 2013, Ben Affleck foi escolhido como o novo Bruce Wayne / Batman e em dezembro de 2013, a atriz israelense Gal Gadot foi escolhida para viver Diana Prince / Mulher-Maravilha. Ainda em dezembro de 2013, o roteirista Chris Terrio foi contratado para reescrever o roteiro, devido o compromisso de Goyer com outros projetos. Em maio de 2014, o título do filme foi revelado (Batman v Superman: Dawn of Justice). Houve troca de datas de lançamento até agosto de 2014, quando a data final foi escolhida: 25 de março de 2016.